# Карлів університет
Ка́рлів універси́тет (лат. Universitas Carolina), або Пра́зький університе́т — університет у Празі, Чехія. Заснований 1348 року Карлом IV, королем Богемії та імператором Священної Римської імперії. Перший університет у Центральній Європі. Найстаріший у країні.

## Історія
Заснування університету відбулося за ініціативою Карла IV. 26 січня 1347 року Папа Климент VI підписав буллу про заснування університету за зразком Паризького.
1409 року богемський король Вацлав IV видав Кутногірський декрет, який надавав богемцям (чехам) переваги в управлінні університетом.
У 1654 році в рамках політики рекатолізації Богемії імператор Фердинанд II передав його в управління єзуїтам. Університет перейменували на Карло-Фердинандів, а в 1882 році поділили на чеську та німецьку частини. З 1920 року чеська частина має назву Карлів. Німецький університет у 1921—1939 роках розташовувався в Ліберці (Райхенберзі) на півночі Богемії. З кінця 1940-х Collegium Carolinum працює в Мюнхені.
Університет став першим німецькомовним університетом і навчання велося німецькою до кінця XIX століття.
З 1882 до 1939 року в університеті існують одночасно чеські та німецькі потоки. У 1902—1903 роках ректором університету був український хімік Іван Горбачевський. Після поразки нацистської Німеччини, за часів панування якої чеський потік було скасовано, з 1945 року університет став повністю чеськомовним.
Карлів університет входить до списку 300 найкращих університетів світу за рейтингом «The Academic Ranking of World Universities» (ARWU).
21 грудня 2023 року на філософському факультеті університету сталася стрілянина із загиблими.

## Факультети університету
- Три теологічні (католицький, евангелістський і гуситський).
- Шість медичних (з них 3 в Празі, по одному в Плзені і Градці-Краловому і фармацевтичний факультет, також у Градці-Краловому).
- Фізико-математичний (фізика, математика, інформатика).
- Юридичний.
- Філософський.
- Педагогічний.
- Соціальних наук (економіка, менеджмент, журналістика, міжнародні відносини).
- Природничий.
- Фізичної культури і спорту (менеджмент).
- Гуманітарних наук.

### Інститути факультету соціальних наук
- Інститут політології і міжнародних відносин (міжнародні відносини, політологія)
- Інститут міжнародного краєзнавства (міжнародне краєзнавство)
- Інститут економічних наук (економічна теорія, економіка)
- Інститут соціології (соціологія і соціальна політика)
- Інститут комунікацій і журналістики (ЗМІ та комунікація, журналістика)

Університет також має кілька музеїв та ботанічний сад.

## Відомі особи, пов'язані з університетом
- Іван Горбачевський — хімік і біохімік,
- Білоус-Савченко Володимир Іванович — старшина Дієвої армії УНР
- Любор Нідерле — професор Празького університету, археолог, етнолог, етнограф та історик-славіст.
- Дмитро Демчук — громадсько-політичний діяч
- Йозеф Достал — ботанік
- Карел Домін — ботанік
- Франц Кафка — письменник
- Ян Палах — чеський громадський активіст
- Йозеф Вацлав Сладек — чеський байкар та перекладач
- Ян Гус — магістр, викладач богослов'я, двічі ректор університету
- Саша Боровик — американський юрист українського походження
- Ян Філіп — археолог.
- Іван Гавел — кібернетик та когнітивіст, директор Центру теоретичних досліджень Карлова університету
- Оглоблін Олександр Олексійович — аргентинський вчений-ентомолог
- Іван Борковський  — український і чехословацький археолог
- Мірослав Грох — історик і політичний теоретик
- Ярослав Зика — письменник-фантаст і професор хімії, у 1953—1970 роках очолював кафедру аналітичної хімії на факультеті природничих наук, в 1965—1968 був деканом фізико-математичного факультету.
- Якоб Фелікс — румунський бактеріолог і гігієніст.
- Мирослав Вернер — чеський єгиптолог
- Антонін Голі — чеський хімік
- Ян Їрасек — чехословацький педагог та дипломат.